# Sae Eun Park
Sae Eun Park, née le 5 décembre 1989 à Séoul, est une danseuse classique sud-coréenne. Elle est étoile du ballet de l’Opéra de Paris depuis juin 2021.

## Biographie
Sae Eun Park commence à dix ans sa formation à l’académie nationale coréenne de ballet ; elle remporte à 17 ans le prix de Lausanne en 2007.  
Elle danse au Ballet national de Corée (en), dont elle devient étoile en 2010. Cette année-là, elle remporte la médaille d’or du concours international de Varna. 
Sae Eun Park s’installe à Paris et rejoint comme surnuméraire le ballet de l’Opéra de Paris avant d’y être engagée en 2011. 
Au fil des concours internes, elle avance dans la hiérarchie jusqu’à être nommée première danseuse en 2017. Après avoir remporté en 2013 le prix du Cercle Carpeaux à l'Opéra Garnier, elle remporte en 2018 à Moscou le prix Benois de la danse. 
Le 10 juin 2021, à l’issue de la première du ballet Roméo et Juliette, Sae Eun Park est nommée étoile par Alexander Neef sur proposition d’Aurélie Dupont. Elle est la deuxième danseuse étoile d'origine asiatique de l'Opéra de Paris, la première étant Alice Renavand,.

## Prix et récompenses
- 2007 : Grand Prix de Lausanne[8]
- 2011 : Médaille d'or au concours international de ballet de Varna[3],[9]
- 2013 : Prix de danse du Cercle Carpeaux[10]
- 2018 : Prix Benois de la danse[4]